# Лита Пароди-Кашинагроса (Алесандрија)
Лита Пароди-Кашинагроса (итал. Litta Parodi-Cascinagrossa) је насеље у Италији у округу Алесандрија, региону Пијемонт.
Према процени из 2011. у насељу је живело 1839 становника. Насеље се налази на надморској висини од 109 м.